# Свято-Миколаївський храм (Чернещина)
Свято-Миколаївський храм — православний храм в селі Чернещина Борівського району Харківської області.
Храм збудований в 1995—2000 роках. Освячений Єпископом Ізюмським преосвященнішим Онуфрієм за участю голови Харківської обласної державної адміністрації Євгена Петровича Кушнарьова 5 листопада 2000 року. Це найбільший церковний комплекс, побудований в Харківській області за часи незалежності України.

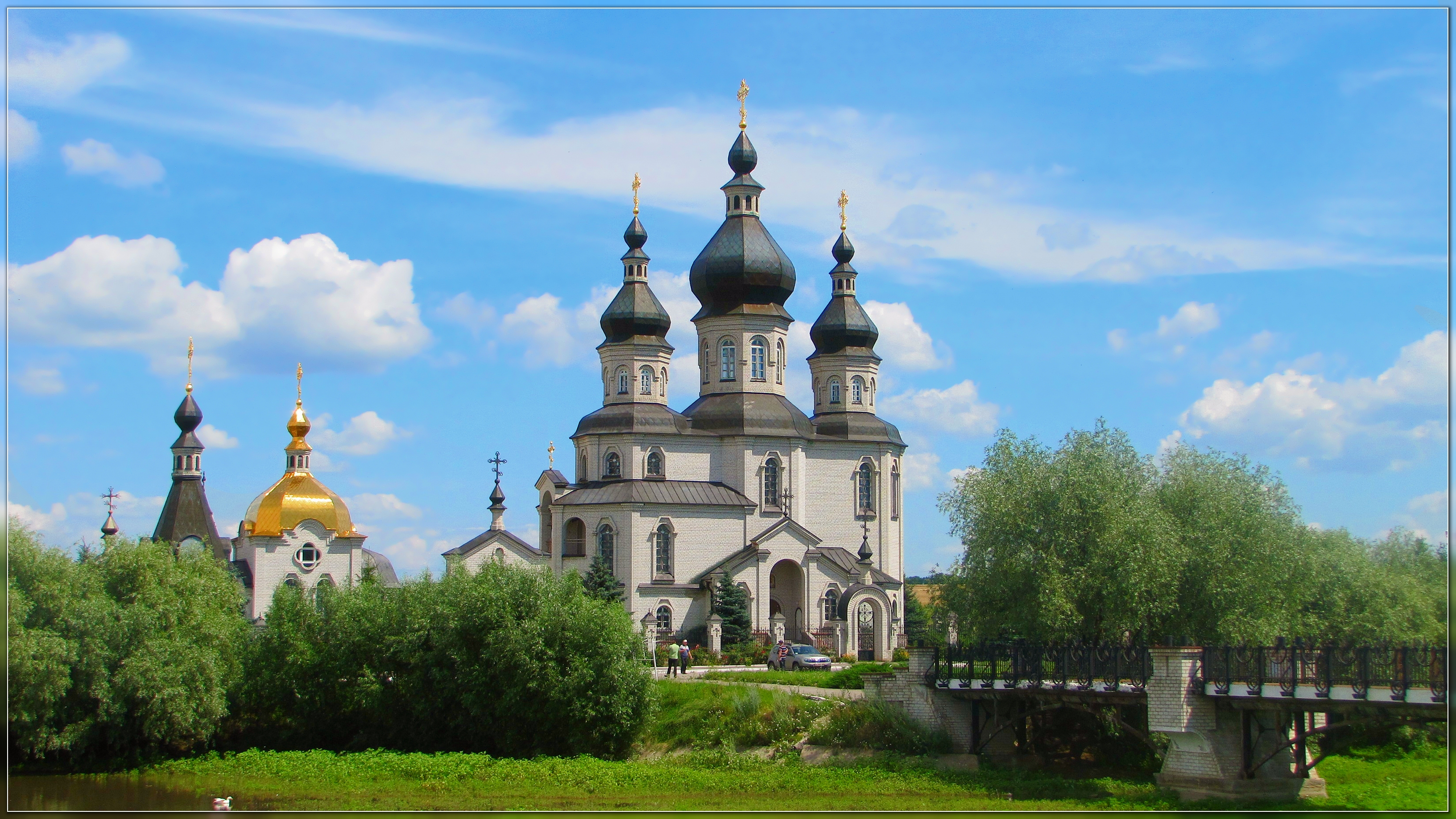
Свято-Миколаївський храм в селі Чернещина, Борівського району.

## Історія
Свято-Миколаївський храм був зареєстрований у травні 1994 року.
Перший камінь майбутнього храму освятив митрополит Харківський та Богодухівський Никодим 22 травня 1995 року. В тому ж році розпочалось будівництво.

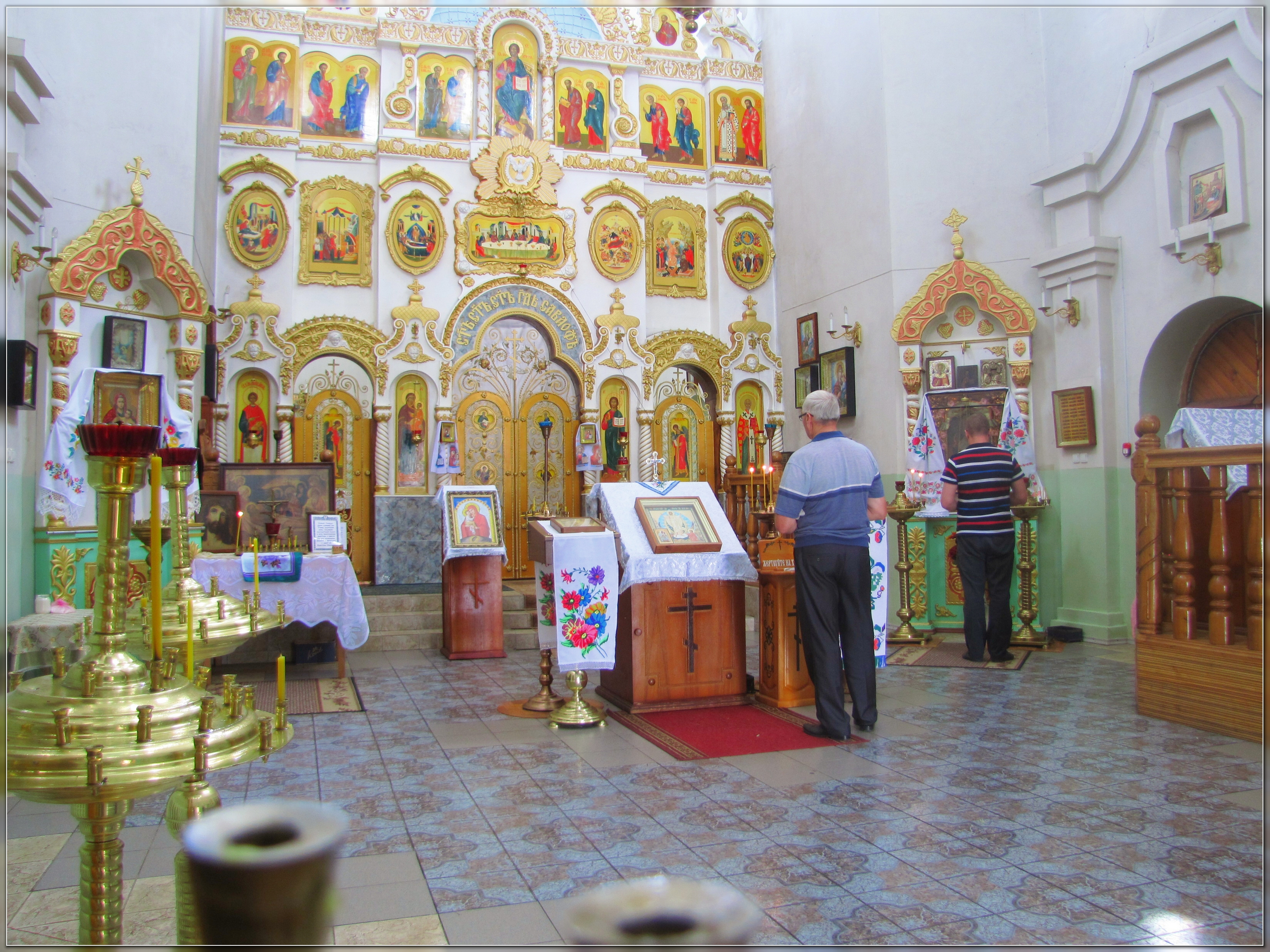
Убранство Свято-Миколаївського храму.
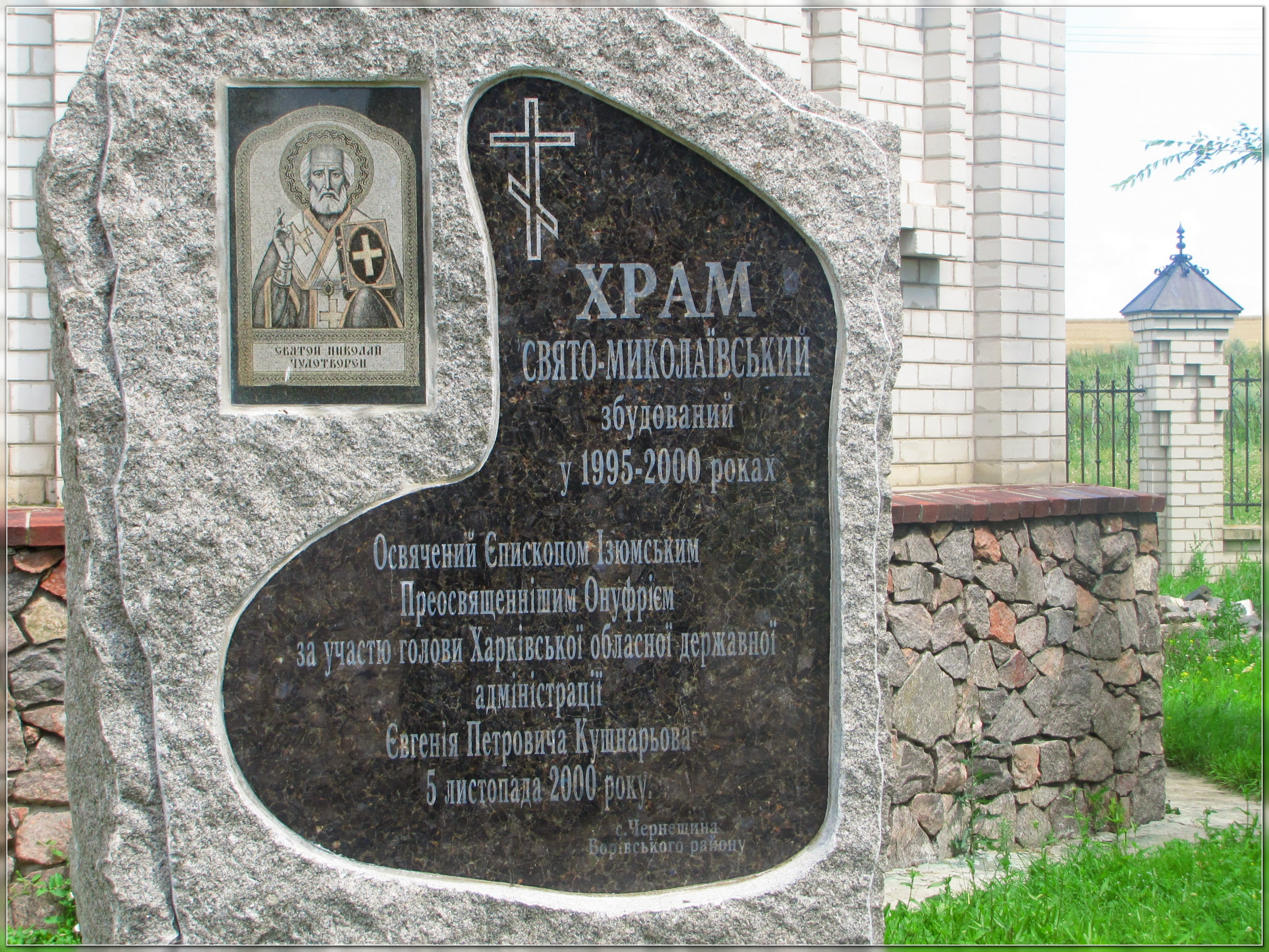
Пам'ятний знак у дворі Свято-Миколаївського храму.
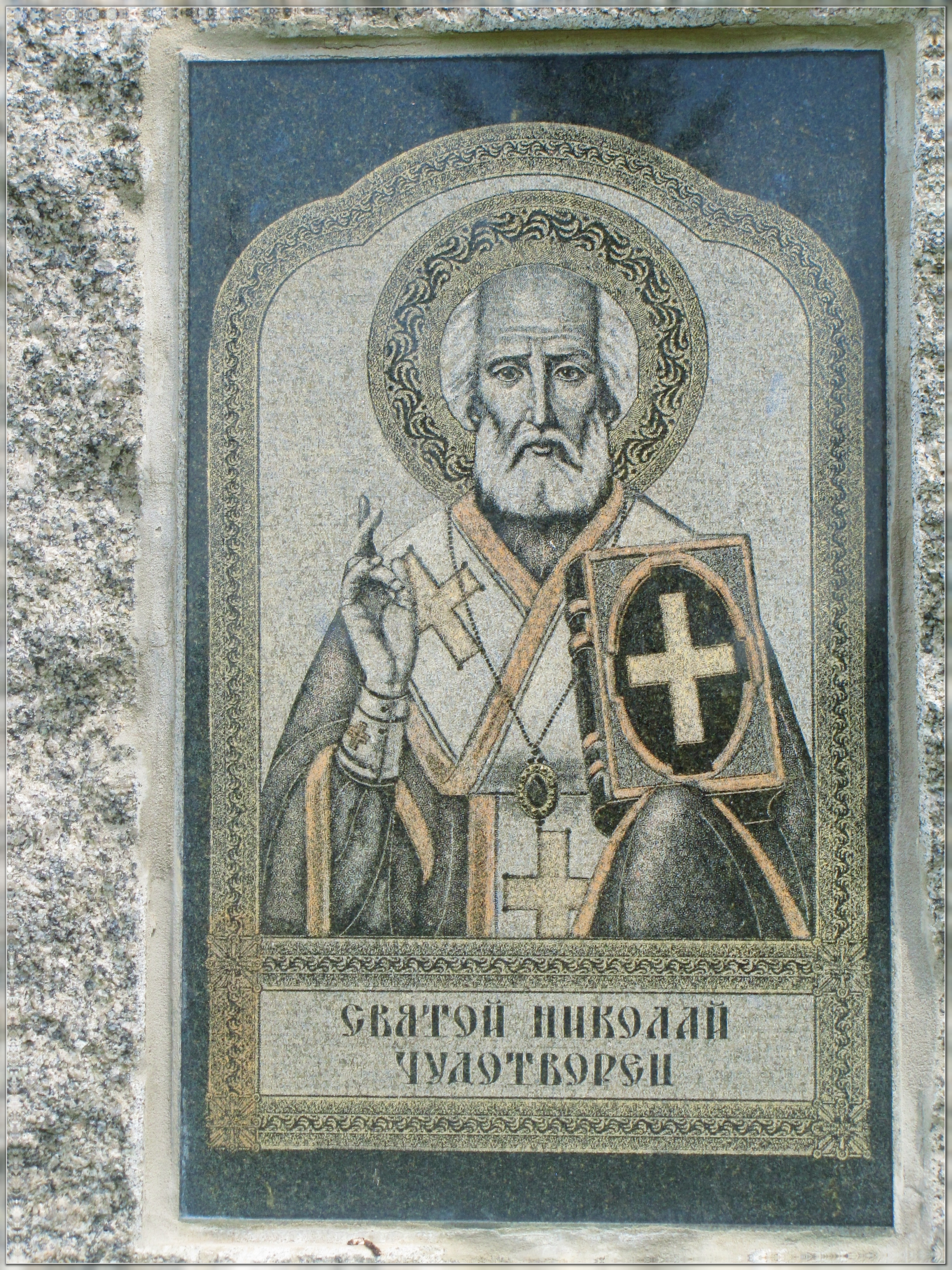
Ікона святого Миколая Чудотворця на пам'ятному знаку.
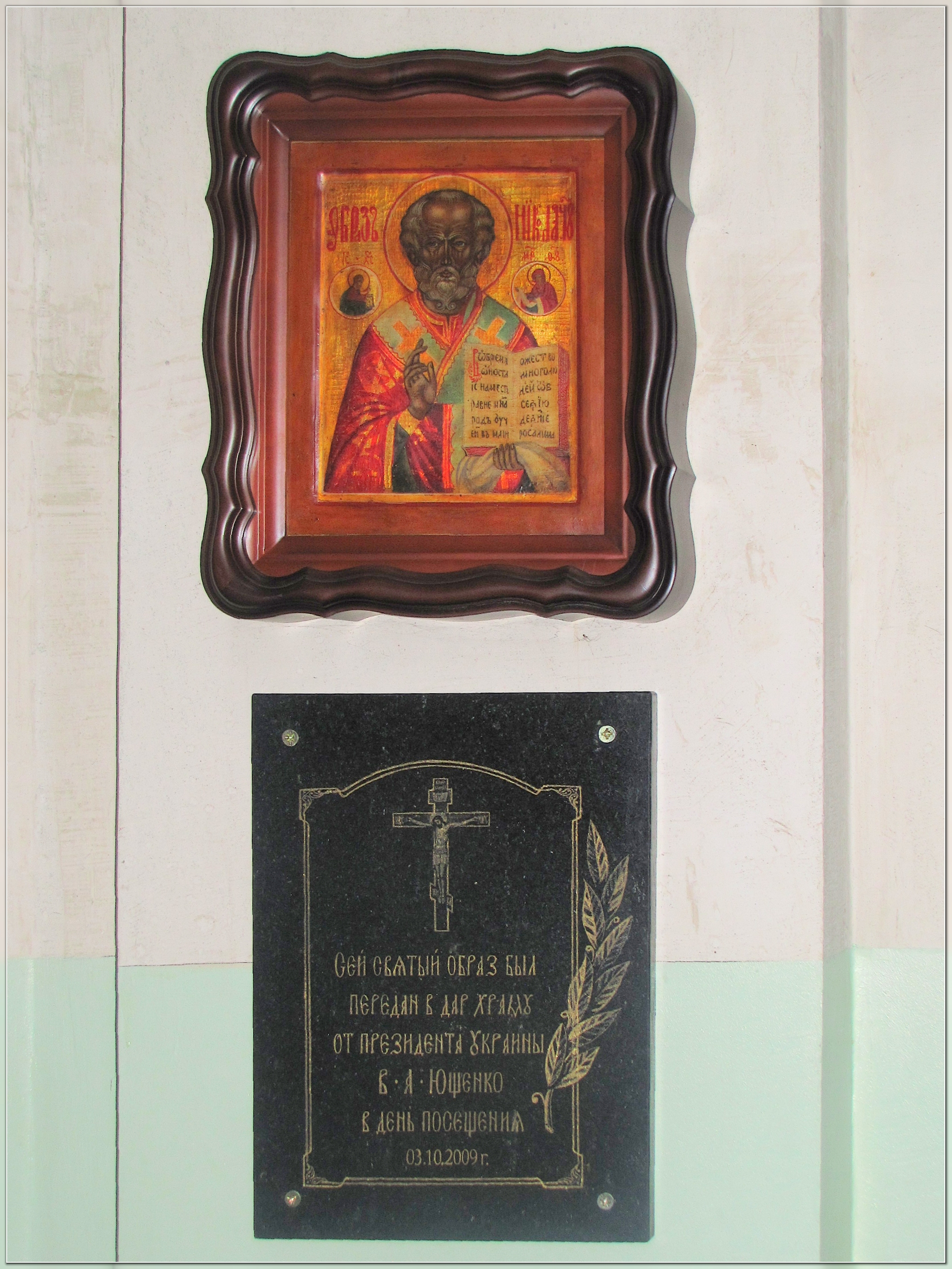
Ікона святого Миколая Чудотворця в Свято-Миколаївському храмі.
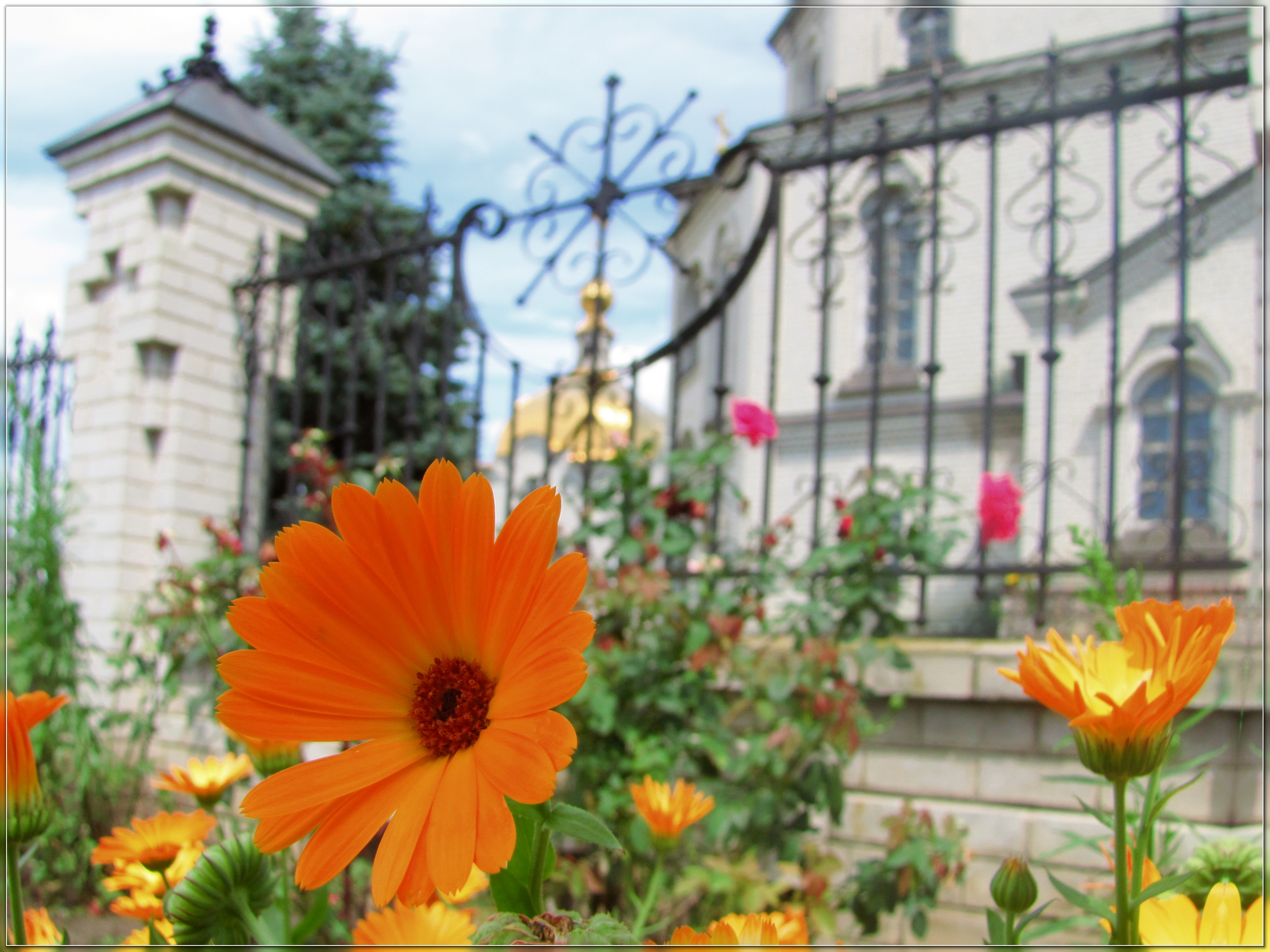
У дворі Свято-Миколаївського храму.